# Équipe d'Algérie de football à la Coupe d'Afrique des nations 2019
L'Équipe d'Algérie de football participe à la Coupe d'Afrique des nations de football 2019 organisée en Égypte du 21 juin 2019 au 19 juillet 2019. Elle remporte la compétition pour la deuxième fois de son histoire, en battant le Sénégal en finale (1-0).

## Qualifications
L'Algérie est placée dans le groupe D des qualifications qui se déroulent du 9 juin 2017 au 23 mars 2019. Sa qualification est acquise lors de la cinquième journée.
| Rang | Équipe  | Pts | J | G | N | P | Bp | Bc | Diff |  | Résultats (▼ dom., ► ext.) |     |     |     |     |
| ---- | ------- | --- | - | - | - | - | -- | -- | ---- |  | -------------------------- | --- | --- | --- | --- |
| 1    | Algérie | 11  | 6 | 3 | 2 | 1 | 9  | 4  | +5   |  | Algérie                    |     | 2-0 | 1-1 | 1-0 |
| 2    | Bénin   | 10  | 6 | 3 | 1 | 2 | 5  | 6  | -1   |  | Bénin                      | 1-0 |     | 1-0 | 2-1 |
| 3    | Gambie  | 6   | 6 | 1 | 3 | 2 | 6  | 6  | 0    |  | Gambie                     | 1-1 | 3-1 |     | 0-1 |
| 4    | Togo    | 5   | 6 | 1 | 2 | 3 | 5  | 8  | -3   |  | Togo                       | 1-4 | 0-0 | 1-1 |     |

### Résultats
| 13 juin 2017 | Algérie   | 1 - 0   | Togo |                                                                             |                                                                             |
| 20h30 UTC+1  | Hanni 22e | (1 - 0) |      | Stade Mustapha Tchaker, Blida Spectateurs : 20 000 Arbitrage : Joshua Bondo | Stade Mustapha Tchaker, Blida Spectateurs : 20 000 Arbitrage : Joshua Bondo |
| 20h30 UTC+1  | Rapport   |         |      | Stade Mustapha Tchaker, Blida Spectateurs : 20 000 Arbitrage : Joshua Bondo | Stade Mustapha Tchaker, Blida Spectateurs : 20 000 Arbitrage : Joshua Bondo |

| 8 septembre 2018 | Gambie     | 1 - 1   | Algérie       |                                                                                  |                                                                                  |
| 20h00 UTC+1      | Ceesay 49e | (0 - 0) | Bounedjah 47e | Stade de l'Indépendance, Bakau Spectateurs : 45 000 Arbitrage : Youssef Essrayri | Stade de l'Indépendance, Bakau Spectateurs : 45 000 Arbitrage : Youssef Essrayri |
| 20h00 UTC+1      | Rapport    |         |               | Stade de l'Indépendance, Bakau Spectateurs : 45 000 Arbitrage : Youssef Essrayri | Stade de l'Indépendance, Bakau Spectateurs : 45 000 Arbitrage : Youssef Essrayri |

| 12 octobre 2018 | Algérie                        | 2 - 0   | Bénin |                                                                                  |                                                                                  |
| 21h45 UTC+1     | Bensebaini 21e · Bounedjah 75e | (1 - 0) |       | Stade Mustapha Tchaker, Blida Spectateurs : 30 000 Arbitrage : Sékou Ahmed Touré | Stade Mustapha Tchaker, Blida Spectateurs : 30 000 Arbitrage : Sékou Ahmed Touré |
| 21h45 UTC+1     | Rapport                        |         |       | Stade Mustapha Tchaker, Blida Spectateurs : 30 000 Arbitrage : Sékou Ahmed Touré | Stade Mustapha Tchaker, Blida Spectateurs : 30 000 Arbitrage : Sékou Ahmed Touré |

| 16 octobre 2018 | Bénin               | 1 - 0   | Algérie |                                                                              |                                                                              |
| 17h00 UTC+1     | Sessi d'Almeida 16e | (1 - 0) |         | Stade de l'Amitié, Cotonou Spectateurs : ~ 15 000 Arbitrage : Jackson Pavaza | Stade de l'Amitié, Cotonou Spectateurs : ~ 15 000 Arbitrage : Jackson Pavaza |
| 17h00 UTC+1     | Rapport             |         |         | Stade de l'Amitié, Cotonou Spectateurs : ~ 15 000 Arbitrage : Jackson Pavaza | Stade de l'Amitié, Cotonou Spectateurs : ~ 15 000 Arbitrage : Jackson Pavaza |

| 18 novembre 2018 | Togo     | 1 - 4   | Algérie                                              |                                                                                 |                                                                                 |
| 17h00 UTC+1      | Laba 53e | (0 - 3) | Mahrez 14e · Atal 28e · Mahrez 30e · Bounedjah 90+2e | Stade Général Eyadema (en), Lomé Spectateurs : 26 000 Arbitrage : Davies Omweno | Stade Général Eyadema (en), Lomé Spectateurs : 26 000 Arbitrage : Davies Omweno |
| 17h00 UTC+1      | Rapport  |         |                                                      | Stade Général Eyadema (en), Lomé Spectateurs : 26 000 Arbitrage : Davies Omweno | Stade Général Eyadema (en), Lomé Spectateurs : 26 000 Arbitrage : Davies Omweno |

| 22 mars 2019 | Algérie   | 1 - 1 | Gambie      |                                                       |                                                       |
| 20h45 UTC+1  | Abeid 43e | (1-0) | 90+2e Danso | Stade Mustapha Tchaker, Blida Arbitrage : Sidi Alioum | Stade Mustapha Tchaker, Blida Arbitrage : Sidi Alioum |
| 20h45 UTC+1  | Rapport   |       |             | Stade Mustapha Tchaker, Blida Arbitrage : Sidi Alioum | Stade Mustapha Tchaker, Blida Arbitrage : Sidi Alioum |

### Statistiques

#### Buteurs
| Buts | Joueurs                                                  |
| ---- | -------------------------------------------------------- |
| 3    | Baghdad Bounedjah                                        |
| 2    | Riyad Mahrez                                             |
| 1    | Mehdi Abeid, Youcef Atal, Ramy Bensebaini, Sofiane Hanni |

## Préparation
L'Algérie dispute son premier match de préparation quelques jours après la fin des éliminatoires. Elle s'impose à domicile face à la Tunisie (1-0), aux deuxième match, elle fait un match nul contre le Burundi (1-1), mais au troisième match, elle a vaincu le Mali (3-2).
| 26 mars 2019 | Algérie              | 1 - 0 | Tunisie |                                                                              |                                                                              |
| 20:45 UTC+1  | Bounedjah 70e (pen.) | (0-0) |         | Stade Mustapha Tchaker, Blida Spectateurs : 10 000 Arbitrage : Samir Guezzaz | Stade Mustapha Tchaker, Blida Spectateurs : 10 000 Arbitrage : Samir Guezzaz |
| 20:45 UTC+1  | Rapport              |       |         | Stade Mustapha Tchaker, Blida Spectateurs : 10 000 Arbitrage : Samir Guezzaz | Stade Mustapha Tchaker, Blida Spectateurs : 10 000 Arbitrage : Samir Guezzaz |

| 11 juin 2019 | Algérie       | 1 - 1 | Burundi    |                                                                                  |                                                                                  |
| 19:00 UTC+1  | Bounedjah 67e | (0-0) | Fiston 73e | Stade Jassim Bin Hamad, Doha Spectateurs : 2 000 Arbitrage : Ali Mahmoud Shaaban | Stade Jassim Bin Hamad, Doha Spectateurs : 2 000 Arbitrage : Ali Mahmoud Shaaban |
| 19:00 UTC+1  | Rapport       |       |            | Stade Jassim Bin Hamad, Doha Spectateurs : 2 000 Arbitrage : Ali Mahmoud Shaaban | Stade Jassim Bin Hamad, Doha Spectateurs : 2 000 Arbitrage : Ali Mahmoud Shaaban |

| 16 juin 2019 | Algérie                                                              | 3 - 2   | Mali                         |                                                              |                                                              |
| 19:00 UTC+1  | (Belaïli ) Bounedjah 40e · Belaïli 70e (pen.) · (Mahrez ) Delort 80e | (1 - 1) | Diaby 19e (pen.) · Sacko 68e | Stade Jassim Bin Hamad, Doha Arbitrage : Mohamed Al Yaâqoubi | Stade Jassim Bin Hamad, Doha Arbitrage : Mohamed Al Yaâqoubi |
| 19:00 UTC+1  | Rapport                                                              |         |                              | Stade Jassim Bin Hamad, Doha Arbitrage : Mohamed Al Yaâqoubi | Stade Jassim Bin Hamad, Doha Arbitrage : Mohamed Al Yaâqoubi |

## Compétition

### Tirage au sort
Le tirage au sort de la CAN se déroule 12 avril 2019 au Caire, face au Sphinx et aux Pyramides. 
L'Algérie est placée dans le chapeau 2 en raison de son classement FIFA.
Le tirage au sort donne alors, comme adversaires des Fennecs, le Sénégal (chapeau 1, 23e au classement FIFA), le Kenya (chapeau 3, 108e) et la Tanzanie (chapeau 4, 131e) dans le groupe C.

### Effectif
Une première liste de 23 joueurs pré-sélectionnés est annoncée le 30 mai. Le milieu Haris Belkebla est finalement exclu et il est remplacé par Andy Delort dans la sélection finale.
Sur les 23 joueurs, 14 (soit 60 %) sont nés en France et ont la double nationalité algérienne et française. Le sélectionneur est dans ce même cas.

### Classements et résultats

#### Phase de poules

##### Groupe C
| Rang | Équipe   | Pts | J | G | N | P | Bp | Bc | Diff |  | Résultats (▼ dom., ► ext.) |     |     |     |     |
| ---- | -------- | --- | - | - | - | - | -- | -- | ---- |  | -------------------------- | --- | --- | --- | --- |
| 1    | Algérie  | 9   | 3 | 3 | 0 | 0 | 6  | 0  | +6   |  | Algérie                    |     | 1-0 | 2-0 | 3-0 |
| 2    | Sénégal  | 6   | 3 | 2 | 0 | 1 | 5  | 1  | +4   |  | Sénégal                    | 0-1 |     | 3-0 | 2-0 |
| 3    | Kenya    | 3   | 3 | 1 | 0 | 2 | 3  | 7  | -4   |  | Kenya                      | 0-2 | 0-3 |     | 3-2 |
| 4    | Tanzanie | 0   | 3 | 0 | 0 | 3 | 2  | 8  | -6   |  | Tanzanie                   | 0-3 | 0-2 | 2-3 |     |

###### Algérie-Kenya
| 1re journée Match 7                                    | Algérie                                       | 2 - 0   | Kenya | Stade du 30 Juin Le Caire, Égypte                                                        |                                                                                          |
| 23 juin 2019 · 21:00 UTC+1 · Historique des rencontres | Bounedjah 34e (pen.) · (Bennacer ) Mahrez 40e | (2 - 0) |       | Spectateurs : 8 071 Diffuseur : ENTV, beIN Sports, Eurosport Arbitrage : Mahamadou Keita | Spectateurs : 8 071 Diffuseur : ENTV, beIN Sports, Eurosport Arbitrage : Mahamadou Keita |
| 23 juin 2019 · 21:00 UTC+1 · Historique des rencontres | Rapport                                       |         |       | Spectateurs : 8 071 Diffuseur : ENTV, beIN Sports, Eurosport Arbitrage : Mahamadou Keita | Spectateurs : 8 071 Diffuseur : ENTV, beIN Sports, Eurosport Arbitrage : Mahamadou Keita |

|  |         |       |
|  | Algérie | Kenya |

| :Algérie        |    |                   |  |     |
|                 |    |                   |  |     |
| Gardien de but  | 23 | Raïs M'Bolhi      |  |     |
|                 | 20 | Youcef Atal       |  |     |
|                 | 4  | Djamel Benlamri   |  |     |
|                 | 2  | Aïssa Mandi       |  |     |
|                 | 21 | Ramy Bensebaini   |  |     |
|                 | 17 | Adlène Guedioura  |  | 70e |
|                 | 22 | Ismaël Bennacer   |  |     |
|                 | 10 | Sofiane Feghouli  |  |     |
|                 | 7  | Riyad Mahrez      |  |     |
|                 | 8  | Youcef Belaïli    |  | 74e |
|                 | 9  | Baghdad Bounedjah |  | 80e |
| Remplaçants :   |    |                   |  |     |
|                 | 19 | Mehdi Abeid       |  | 70e |
|                 | 11 | Yacine Brahimi    |  | 74e |
|                 | 15 | Andy Delort       |  | 80e |
| Sélectionneur : |    |                   |  |     |
| Djamel Belmadi  |    |                   |  |     |

| :Kenya          |    |                     |  |     |
|                 |    |                     |  |     |
| Gardien de but  | 18 | Patrick Matasi      |  |     |
|                 | 2  | Joseph Okumu        |  |     |
|                 | 5  | Musa Mayieko        |  |     |
|                 | 20 | Philemon Otieno     |  | 16e |
|                 | 3  | Abud Omar           |  | 13e |
|                 | 12 | Victor Wanyama      |  |     |
|                 | 21 | Dennis Odhiambo     |  | 89e |
|                 | 11 | Kahata Nyambura     |  | 46e |
|                 | 10 | Eric Johanna Omondi |  | 71e |
|                 | 7  | Timbe Masika        |  |     |
|                 | 14 | Michael Olunga      |  |     |
| Remplaçants :   |    |                     |  |     |
|                 | 13 | Eric Ouma           |  | 46e |
|                 | 8  | Johanna Omolo       |  | 71e |
|                 | 17 | Ismael Athuman      |  | 89e |
| Sélectionneur : |    |                     |  |     |
| Sébastien Migné |    |                     |  |     |

| Assistants : Aissa Yahya Sidiki Sidibé Quatrième arbitre : Andofetra Rakotojaona Homme du Match : Ismaël Bennacer |

###### Sénégal-Algérie
| 2e journée Match 17                                    | Sénégal | 0 - 1   | Algérie                 | Stade du 30 Juin Le Caire, Égypte                                                        |                                                                                          |
| 27 juin 2019 · 18:00 UTC+1 · Historique des rencontres |         | (0 - 0) | 49e Belaïli (Feghouli ) | Spectateurs : 25,765 Diffuseur : ENTV, beIN Sports, Fox Sports Arbitrage : Janny Sikazwe | Spectateurs : 25,765 Diffuseur : ENTV, beIN Sports, Fox Sports Arbitrage : Janny Sikazwe |
| 27 juin 2019 · 18:00 UTC+1 · Historique des rencontres | Rapport |         |                         | Spectateurs : 25,765 Diffuseur : ENTV, beIN Sports, Fox Sports Arbitrage : Janny Sikazwe | Spectateurs : 25,765 Diffuseur : ENTV, beIN Sports, Fox Sports Arbitrage : Janny Sikazwe |

|  |         |         |
|  | Sénégal | Algérie |

| :Sénégal        |    |                     |     |     |
|                 |    |                     |     |     |
| Gardien de but  | 16 | Édouard Mendy       |     |     |
|                 | 22 | Moussa Wagué        |     |     |
|                 | 3  | Kalidou Koulibaly   |     |     |
|                 | 8  | Cheikhou Kouyate    | 16e |     |
|                 | 12 | Youssouf Sabaly     |     |     |
|                 | 13 | Alfred N'Diaye      |     | 86e |
|                 | 17 | Pape Alioune Ndiaye |     |     |
|                 | 15 | Krépin Diatta       |     | 73e |
|                 | 11 | Keita Baldé         | 39e | 63e |
|                 | 10 | Sadio Mané          |     |     |
|                 | 9  | M'Baye Niang        |     |     |
| Remplaçants :   |    |                     |     |     |
|                 | 20 | Sada Thioub         |     | 63e |
|                 | 19 | Mbaye Diagne        |     | 73e |
|                 | 14 | Henri Saivet        |     | 86e |
| Sélectionneur : |    |                     |     |     |
| Aliou Cissé     |    |                     |     |     |

| :Algérie        |    |                   |  |     |
|                 |    |                   |  |     |
| Gardien de but  | 23 | Raïs M'Bolhi      |  |     |
|                 | 20 | Youcef Atal       |  | 24e |
|                 | 4  | Djamel Benlamri   |  | 20e |
|                 | 2  | Aïssa Mandi       |  |     |
|                 | 21 | Ramy Bensebaini   |  | 80e |
|                 | 17 | Adlène Guedioura  |  |     |
|                 | 22 | Ismaël Bennacer   |  | 89e |
|                 | 10 | Sofiane Feghouli  |  |     |
|                 | 7  | Riyad Mahrez      |  |     |
|                 | 8  | Youcef Belaïli    |  | 86e |
|                 | 9  | Baghdad Bounedjah |  |     |
| Remplaçants :   |    |                   |  |     |
|                 | 6  | Mohamed Farès     |  | 80e |
|                 | 15 | Andy Delort       |  | 86e |
|                 | 19 | Mehdi Abeid       |  | 89e |
| Sélectionneur : |    |                   |  |     |
| Djamel Belmadi  |    |                   |  |     |

| Assistants : Waleed Ahmed Ali Tesfagiorghis Berhe Quatrième arbitre : Bernard Camille Homme du Match : Ismaël Bennacer |

###### Algérie-Tanzanie
| 3e journée Match 31                                        | Tanzanie | 0 - 3   | Algérie                                                            | Stade Al Salam Le Caire, Égypte                                                                 |                                                                                                 |
| 1er juillet 2019 · 20:00 UTC+1 · Historique des rencontres |          | (0 - 3) | 35e Slimani (Ounas ) · 39e Ounas (Slimani ) · 44e Ounas (Slimani ) | Spectateurs : 8,921 Diffuseur : ENTV, beIN Sports, Fox Sports Arbitrage : Andofetra Rakotojaona | Spectateurs : 8,921 Diffuseur : ENTV, beIN Sports, Fox Sports Arbitrage : Andofetra Rakotojaona |
| 1er juillet 2019 · 20:00 UTC+1 · Historique des rencontres | Rapport  |         |                                                                    | Spectateurs : 8,921 Diffuseur : ENTV, beIN Sports, Fox Sports Arbitrage : Andofetra Rakotojaona | Spectateurs : 8,921 Diffuseur : ENTV, beIN Sports, Fox Sports Arbitrage : Andofetra Rakotojaona |

|  |          |         |
|  | Tanzanie | Algérie |

| :Tanzanie        |    |                  |     |     |
|                  |    |                  |     |     |
| Gardien de but   | 13 | Metacha Mnata    |     |     |
|                  | 22 | Hassan Kessy     |     |     |
|                  | 20 | Ally Mtoni       |     |     |
|                  | 6  | David Mwantika   |     | 52e |
|                  | 15 | Mohamed Husseini |     |     |
|                  | 23 | Mudathir Yahya   |     |     |
|                  | 4  | Erasto Nyoni     |     |     |
|                  | 3  | Feisal Salum     |     | 85e |
|                  | 17 | Faridi Mussa     |     | 46e |
|                  | 12 | Simon Msuva      |     |     |
|                  | 10 | Mbwana Samatta   |     |     |
| Remplaçants :    |    |                  |     |     |
|                  | 9  | Adi Yussuf       | 47e | 46e |
|                  | 7  | Himid Mao Mkami  |     | 52e |
|                  | 14 | John Bocco       |     | 85e |
| Sélectionneur :  |    |                  |     |     |
| Emmanuel Amunike |    |                  |     |     |

| :Algérie        |    |                   |  |     |
|                 |    |                   |  |     |
| Gardien de but  | 23 | Raïs M'Bolhi      |  |     |
|                 | 18 | Mehdi Zeffane     |  |     |
|                 | 5  | Rafik Halliche    |  | 76e |
|                 | 3  | Mehdi Tahrat      |  |     |
|                 | 6  | Mohamed Farès     |  |     |
|                 | 19 | Mehdi Abeid       |  | 78e |
|                 | 14 | Hicham Boudaoui   |  | 72e |
|                 | 22 | Ismaël Bennacer   |  | 56e |
|                 | 12 | Adam Ounas        |  | 74e |
|                 | 15 | Andy Delort       |  |     |
|                 | 13 | Islam Slimani     |  |     |
| Remplaçants :   |    |                   |  |     |
|                 | 17 | Adlène Guedioura  |  | 56e |
|                 | 7  | Riyad Mahrez      |  | 74e |
|                 | 9  | Baghdad Bounedjah |  | 78e |
| Sélectionneur : |    |                   |  |     |
| Djamel Belmadi  |    |                   |  |     |

| Assistants : Mahamadou Yahaya Lionel Andrianantenaiana Quatrième arbitre : Eric Otogo-Castane Homme du Match : Adam Ounas |

#### Phase finale

##### Huitième de finale

###### Algérie-Guinée
| Match 42                                                 | Algérie                                                               | 3 - 0   | Guinée | Stade du 30 Juin Le Caire, Égypte                                                        |                                                                                          |
| 7 juillet 2019 · 20:00 UTC+1 · Historique des rencontres | (Bounedjah ) Belaïli 24e · (Bennacer ) Mahrez 56e · (Atal ) Ounas 82e | (1 - 0) |        | Spectateurs : 8,205 Diffuseur : ENTV, beIN Sports, Eurosport Arbitrage : Bernard Camille | Spectateurs : 8,205 Diffuseur : ENTV, beIN Sports, Eurosport Arbitrage : Bernard Camille |
| 7 juillet 2019 · 20:00 UTC+1 · Historique des rencontres | Rapport                                                               |         |        | Spectateurs : 8,205 Diffuseur : ENTV, beIN Sports, Eurosport Arbitrage : Bernard Camille | Spectateurs : 8,205 Diffuseur : ENTV, beIN Sports, Eurosport Arbitrage : Bernard Camille |

|  |         |        |
|  | Algérie | Guinée |

| :Algérie        |    |                      |  |     |
|                 |    |                      |  |     |
| Gardien de but  | 23 | Raïs M'Bolhi         |  |     |
|                 | 20 | Youcef Atal          |  |     |
|                 | 4  | Djamel Benlamri      |  |     |
|                 | 2  | Aïssa Mandi          |  |     |
|                 | 21 | Ramy Bensebaini      |  |     |
|                 | 17 | Adlène Guedioura 13e |  | 82e |
|                 | 22 | Ismaël Bennacer      |  |     |
|                 | 10 | Sofiane Feghouli     |  |     |
|                 | 7  | Riyad Mahrez         |  |     |
|                 | 8  | Youcef Belaïli       |  | 76e |
|                 | 9  | Baghdad Bounedjah    |  | 83e |
| Remplaçants :   |    |                      |  |     |
|                 | 12 | Adam Ounas           |  | 76e |
|                 | 14 | Hicham Boudaoui      |  | 82e |
|                 | 15 | Andy Delort          |  | 83e |
| Sélectionneur : |    |                      |  |     |
| Djamel Belmadi  |    |                      |  |     |

| :Guinée         |    |                    |     |     |
|                 |    |                    |     |     |
| Gardien de but  | 12 | Ibrahim Koné       |     |     |
|                 | 18 | Mikael Dyrestam    |     |     |
|                 | 6  | Simon Falette      |     |     |
|                 | 5  | Ernest Seka        |     |     |
|                 | 3  | Issiaga Sylla      |     |     |
|                 | 7  | Mady Camara        | 6e  |     |
|                 | 13 | Ibrahima Cissé     |     | 68e |
|                 | 4  | Amadou Diawara     |     |     |
|                 | 16 | Ibrahima Traoré    |     |     |
|                 | 9  | José Kanté         | 54e | 56e |
|                 | 2  | Mohamed Yattara    |     | 79e |
| Remplaçants :   |    |                    |     |     |
|                 | 19 | Bengali-Fodé Koita |     | 56e |
|                 | 20 | Alhassane Bangoura |     | 68e |
|                 | 10 | François Kamano    |     | 79e |
| Sélectionneur : |    |                    |     |     |
| Paul Put        |    |                    |     |     |

| Assistants : Evarist Menkouande Mohammed Ibrahim Quatrième arbitre : Louis Hakizimana Homme du Match : Riyad Mahrez |

##### Quart de finale

###### Côte d’Ivoire-Algérie
| Match 47                                                  | Côte d'Ivoire                         | 1 - 1 a. p.          | Algérie                                         | Stade de Suez Suez, Égypte                                                                     |                                                                                                |
| 11 juillet 2019 · 17:00 UTC+1 · Historique des rencontres | (Zaha ) Kodjia 62e                    | (0 - 1, 1- 1, 1 - 1) | 20e Feghouli (Bensebaini )                      | Spectateurs : 8,233 Diffuseur : ENTV, beIN Sports, Eurosport Arbitrage : Bamlak Tessema Weyesa | Spectateurs : 8,233 Diffuseur : ENTV, beIN Sports, Eurosport Arbitrage : Bamlak Tessema Weyesa |
| 11 juillet 2019 · 17:00 UTC+1 · Historique des rencontres | Rapport                               |                      |                                                 | Spectateurs : 8,233 Diffuseur : ENTV, beIN Sports, Eurosport Arbitrage : Bamlak Tessema Weyesa | Spectateurs : 8,233 Diffuseur : ENTV, beIN Sports, Eurosport Arbitrage : Bamlak Tessema Weyesa |
| 11 juillet 2019 · 17:00 UTC+1 · Historique des rencontres | Kessié · Cornet · Bony · Gradel · Die | Tirs au but 3 - 4    | Bensebaini · Slimani · Delort · Ounas · Belaïli | Spectateurs : 8,233 Diffuseur : ENTV, beIN Sports, Eurosport Arbitrage : Bamlak Tessema Weyesa | Spectateurs : 8,233 Diffuseur : ENTV, beIN Sports, Eurosport Arbitrage : Bamlak Tessema Weyesa |

|  |               |         |
|  | Côte d’Ivoire | Algérie |

| :Côte d’Ivoire  |    |                      |      |     |
|                 |    |                      |      |     |
| Gardien de but  | 16 | Sylvain Gbohouo      | 46e  |     |
|                 | 22 | Mamadou Bagayoko     | 43e  |     |
|                 | 6  | Ismaël Traoré        |      |     |
|                 | 5  | Wilfried Kanon       |      | 54e |
|                 | 2  | Wonlo Coulibaly      |      |     |
|                 | 20 | Serey Dié            |      |     |
|                 | 8  | Franck Kessié        | 88e  |     |
|                 | 18 | Ibrahim Sangaré      |      | 78e |
|                 | 15 | Max Gradel           |      |     |
|                 | 9  | Wilfried Zaha        | 29e  | 94e |
|                 | 14 | Jonathan Kodjia      |      | 96e |
| Remplaçants :   |    |                      |      |     |
|                 | 21 | Cheick Comara        | 120e | 54e |
|                 | 4  | Jean-Philippe Gbamin |      | 78e |
|                 | 11 | Maxwel Cornet        |      | 96e |
|                 | 12 | Wilfried Bony        |      | 96e |
| Sélectionneur : |    |                      |      |     |
| Ibrahim Kamara  |    |                      |      |     |

| :Algérie        |    |                   |  |        |
|                 |    |                   |  |        |
| Gardien de but  | 23 | Raïs M'Bolhi      |  |        |
|                 | 20 | Youcef Atal       |  | 30e    |
|                 | 4  | Djamel Benlamri   |  |        |
|                 | 2  | Aïssa Mandi       |  |        |
|                 | 21 | Ramy Bensebaini   |  | 29e    |
|                 | 17 | Adlène Guedioura  |  |        |
|                 | 22 | Ismaël Bennacer   |  | 39e    |
|                 | 10 | Sofiane Feghouli  |  | 120+1e |
|                 | 7  | Riyad Mahrez      |  | 86e    |
|                 | 8  | Youcef Belaïli    |  |        |
|                 | 9  | Baghdad Bounedjah |  | 78e    |
| Remplaçants :   |    |                   |  |        |
|                 | 18 | Mehdi Zeffane     |  | 30e    |
|                 | 13 | Islam Slimani     |  | 78e    |
|                 | 12 | Adam Ounas        |  | 86e    |
|                 | 15 | Andy Delort       |  | 120+1e |
| Sélectionneur : |    |                   |  |        |
| Djamel Belmadi  |    |                   |  |        |

| Assistants : Waleed Ahmed Ali Oliver Safari Quatrième arbitre : Victor Gomes Arbitre vidéo : Bakary Gassama Assistants arbitre vidéo : Pol van Boekel Zakhele Siwela Homme du Match : Sylvain Gbohouo |

##### Demi-finale

###### Algérie-Nigeria
| Match 50                                                  | Algérie                               | 2 - 1   | Nigeria           | Stade international du Caire Le Caire, Égypte                                            |                                                                                          |
| 14 juillet 2019 · 20:00 UTC+1 · Historique des rencontres | Troost-Ekong 40e (csc) · Mahrez 90+5e | (1 - 0) | 72e (pen.) Ighalo | Spectateurs : 49,775 Diffuseur : ENTV, beIN Sports, Eurosport Arbitrage : Bakary Gassama | Spectateurs : 49,775 Diffuseur : ENTV, beIN Sports, Eurosport Arbitrage : Bakary Gassama |
| 14 juillet 2019 · 20:00 UTC+1 · Historique des rencontres | Rapport                               |         |                   | Spectateurs : 49,775 Diffuseur : ENTV, beIN Sports, Eurosport Arbitrage : Bakary Gassama | Spectateurs : 49,775 Diffuseur : ENTV, beIN Sports, Eurosport Arbitrage : Bakary Gassama |

|  |         |         |
|  | Algérie | Nigeria |

| :Algérie        |    |                   |     |
|                 |    |                   |     |
| Gardien de but  | 23 | Raïs M'Bolhi      |     |
|                 | 18 | Mehdi Zeffane     |     |
|                 | 4  | Djamel Benlamri   |     |
|                 | 2  | Aïssa Mandi       | 71e |
|                 | 21 | Ramy Bensebaini   |     |
|                 | 17 | Adlène Guedioura  |     |
|                 | 22 | Ismaël Bennacer   |     |
|                 | 10 | Sofiane Feghouli  | 68e |
|                 | 7  | Riyad Mahrez      |     |
|                 | 8  | Youcef Belaïli    |     |
|                 | 9  | Baghdad Bounedjah | 52e |
| Remplaçants :   |    |                   |     |
| Sélectionneur : |    |                   |     |
| Djamel Belmadi  |    |                   |     |

| :Nigeria        |    |                      |     |     |
|                 |    |                      |     |     |
| Gardien de but  | 16 | Daniel Akpeyi        |     |     |
|                 | 20 | Chidozie Awaziem     | 88e |     |
|                 | 3  | Jamilu Collins       |     |     |
|                 | 5  | William Troost-Ekong |     |     |
|                 | 22 | Kenneth Omeruo       |     |     |
|                 | 4  | Wilfred Ndidi        |     |     |
|                 | 8  | Peter Etebo          |     |     |
|                 | 18 | Alex Iwobi           |     |     |
|                 | 13 | Samuel Chukwueze     |     | 78e |
|                 | 7  | Ahmed Musa           |     |     |
|                 | 9  | Odion Ighalo         |     |     |
| Remplaçants :   |    |                      |     |     |
|                 | 11 | Henry Onyekuru       |     | 78e |
| Sélectionneur : |    |                      |     |     |
| Gernot Rohr     |    |                      |     |     |

| Assistants : El Hadji Malick Samba Seydou Tiama Quatrième arbitre : Victor Gomes Arbitre vidéo : Pol van Boekel Assistants arbitre vidéo : Janny Sikazwe Zakhele Siwela Homme du Match : Riyad Mahrez |

##### Finale

###### Sénégal-Algérie
| Match 52                                                  | Sénégal | 0 - 1   | Algérie                  | Stade international du Caire Le Caire, Égypte                                               |                                                                                             |
| 19 juillet 2019 · 20:00 UTC+1 · Historique des rencontres |         | (0 - 1) | 2e Bounedjah (Bennacer ) | Spectateurs : 75 000 Diffuseur : ENTV, beIN Sports, Eurosport, TMC Arbitrage : Neant Alioum | Spectateurs : 75 000 Diffuseur : ENTV, beIN Sports, Eurosport, TMC Arbitrage : Neant Alioum |
| 19 juillet 2019 · 20:00 UTC+1 · Historique des rencontres | Rapport |         |                          | Spectateurs : 75 000 Diffuseur : ENTV, beIN Sports, Eurosport, TMC Arbitrage : Neant Alioum | Spectateurs : 75 000 Diffuseur : ENTV, beIN Sports, Eurosport, TMC Arbitrage : Neant Alioum |

|  |         |         |
|  | Sénégal | Algérie |

| :Sénégal        |    |                  |     |     |
|                 |    |                  |     |     |
| Gardien de but  | 23 | Alfred Gomis     |     |     |
|                 | 21 | Lamine Gassama   | 80e |     |
|                 | 6  | Salif Sané       |     |     |
|                 | 8  | Cheikhou Kouyaté |     |     |
|                 | 12 | Youssouf Sabaly  |     |     |
|                 | 5  | Idrissa Gueye    | 79e |     |
|                 | 17 | Badou Ndiaye     |     | 59e |
|                 | 14 | Henri Saivet     |     | 75e |
|                 | 18 | Ismaïla Sarr     |     |     |
|                 | 10 | Sadio Mané       |     |     |
|                 | 9  | M'Baye Niang     |     | 85e |
| Remplaçants :   |    |                  |     |     |
|                 | 15 | Krépin Diatta    |     | 59e |
|                 | 19 | Mbaye Diagne     |     | 75e |
|                 | 11 | Keita Baldé      |     | 85e |
| Sélectionneur : |    |                  |     |     |
| Aliou Cissé     |    |                  |     |     |

| :Algérie        |    |                   |       |     |
|                 |    |                   |       |     |
| Gardien de but  | 23 | Raïs M'Bolhi      |       |     |
|                 | 18 | Mehdi Zeffane     |       |     |
|                 | 4  | Djamel Benlamri   |       |     |
|                 | 2  | Aïssa Mandi       | 90+2e |     |
|                 | 21 | Ramy Bensebaini   | 33e   |     |
|                 | 17 | Adlène Guedioura  | 90+4e |     |
|                 | 22 | Ismaël Bennacer   |       |     |
|                 | 10 | Sofiane Feghouli  |       | 85e |
|                 | 7  | Riyad Mahrez      |       |     |
|                 | 8  | Youcef Belaïli    | 54e   | 84e |
|                 | 9  | Baghdad Bounedjah |       | 89e |
| Remplaçants :   |    |                   |       |     |
|                 | 11 | Yacine Brahimi    |       | 84e |
|                 | 3  | Mehdi Tahrat      |       | 85e |
|                 | 13 | Islam Slimani     |       | 89e |
| Sélectionneur : |    |                   |       |     |
| Djamel Belmadi  |    |                   |       |     |

| Assistants : Evarist Menkouande Nguegoue Elvis Guy Noupue Quatrième arbitre : Eric Otogo-Castane Cinquième arbitre : Waleed Ahmed Ali Arbitre vidéo : Benoît Millot Assistants arbitre vidéo : Bakary Gassama Zakhele Siwela Homme du Match : Raïs M'Bolhi |

Le 19 juillet 2019, l'Algérie remporte la Coupe d'Afrique des nations 2019 contre le Sénégal.
| Coupe d'Afrique 2019 Vainqueur 2019 |
| ----------------------------------- |
| Algérie 2e Titre                    |

## Statistiques

### Temps de jeu
| Joueur            |          |          |          |          |          |          |          | TT       | But inscrit | Passe décisive | MJ       | MT       | Légende |
| ----------------- | -------- | -------- | -------- | -------- | -------- | -------- | -------- | -------- | ----------- | -------------- | -------- | -------- | --- |
| Gardiens          | Gardiens | Gardiens | Gardiens | Gardiens | Gardiens | Gardiens | Gardiens | Gardiens | Gardiens    | Gardiens       | Gardiens | Gardiens | Abréviations et symboles : TT : Total de minutes jouées MJ : Nombre de matchs joués MT : Matchs joués en tant que titulaire : but : passe décisive : joueur entré : joueur remplacé : capitaine : carton jaune : carton rouge |
| Azzedine Doukha   | -        | -        | -        | -        | -        | -        | -        | -        | -           | -              | -        | -        | Abréviations et symboles : TT : Total de minutes jouées MJ : Nombre de matchs joués MT : Matchs joués en tant que titulaire : but : passe décisive : joueur entré : joueur remplacé : capitaine : carton jaune : carton rouge |
| Alexandre Oukidja | -        | -        | -        | -        | -        | -        | -        | -        | -           | -              | -        | -        | Abréviations et symboles : TT : Total de minutes jouées MJ : Nombre de matchs joués MT : Matchs joués en tant que titulaire : but : passe décisive : joueur entré : joueur remplacé : capitaine : carton jaune : carton rouge |
| Raïs M'Bolhi      | 90       | 90       | 90       | 90       | 120      | 90       | 90       | 660      | -           | -              | 7        | 7        | Abréviations et symboles : TT : Total de minutes jouées MJ : Nombre de matchs joués MT : Matchs joués en tant que titulaire : but : passe décisive : joueur entré : joueur remplacé : capitaine : carton jaune : carton rouge |
| Défenseurs        |          |          |          |          |          |          |          |          |             |                |          |          | Abréviations et symboles : TT : Total de minutes jouées MJ : Nombre de matchs joués MT : Matchs joués en tant que titulaire : but : passe décisive : joueur entré : joueur remplacé : capitaine : carton jaune : carton rouge |
| Aïssa Mandi       | 90       | 90       | -        | 90       | 120      | 90       | 90       | 570      | -           | -              | 6        | 6        | Abréviations et symboles : TT : Total de minutes jouées MJ : Nombre de matchs joués MT : Matchs joués en tant que titulaire : but : passe décisive : joueur entré : joueur remplacé : capitaine : carton jaune : carton rouge |
| Mehdi Tahrat      | -        | -        | 90       | -        | -        | -        | 84       | 96       | -           | -              | 2        | 1        | Abréviations et symboles : TT : Total de minutes jouées MJ : Nombre de matchs joués MT : Matchs joués en tant que titulaire : but : passe décisive : joueur entré : joueur remplacé : capitaine : carton jaune : carton rouge |
| Youcef Atal       | 90       | 90       | -        | 90       | 29       | -        | -        | 299      | -           | 1              | 4        | 4        | Abréviations et symboles : TT : Total de minutes jouées MJ : Nombre de matchs joués MT : Matchs joués en tant que titulaire : but : passe décisive : joueur entré : joueur remplacé : capitaine : carton jaune : carton rouge |
| Rafik Halliche    | -        | -        | 90       | -        | -        | -        | -        | 90       | -           | -              | 1        | 1        | Abréviations et symboles : TT : Total de minutes jouées MJ : Nombre de matchs joués MT : Matchs joués en tant que titulaire : but : passe décisive : joueur entré : joueur remplacé : capitaine : carton jaune : carton rouge |
| Mohamed Farès     | -        | 79       | 90       | -        | -        | -        | -        | 101      | -           | -              | 2        | 1        | Abréviations et symboles : TT : Total de minutes jouées MJ : Nombre de matchs joués MT : Matchs joués en tant que titulaire : but : passe décisive : joueur entré : joueur remplacé : capitaine : carton jaune : carton rouge |
| Mehdi Zeffane     | -        | -        | 90       | -        | 29       | 90       | 90       | 361      | -           | -              | 4        | 3        | Abréviations et symboles : TT : Total de minutes jouées MJ : Nombre de matchs joués MT : Matchs joués en tant que titulaire : but : passe décisive : joueur entré : joueur remplacé : capitaine : carton jaune : carton rouge |
| Djamel Benlamri   | 90       | 90       | -        | 90       | 120      | 90       | 90       | 570      | -           | -              | 6        | 6        | Abréviations et symboles : TT : Total de minutes jouées MJ : Nombre de matchs joués MT : Matchs joués en tant que titulaire : but : passe décisive : joueur entré : joueur remplacé : capitaine : carton jaune : carton rouge |
| Ramy Bensebaini   | 90       | 79       | -        | 90       | 120      | 90       | 90       | 559      | -           | 1              | 6        | 6        | Abréviations et symboles : TT : Total de minutes jouées MJ : Nombre de matchs joués MT : Matchs joués en tant que titulaire : but : passe décisive : joueur entré : joueur remplacé : capitaine : carton jaune : carton rouge |
| Milieux           |          |          |          |          |          |          |          |          |             |                |          |          | Abréviations et symboles : TT : Total de minutes jouées MJ : Nombre de matchs joués MT : Matchs joués en tant que titulaire : but : passe décisive : joueur entré : joueur remplacé : capitaine : carton jaune : carton rouge |
| Sofiane Feghouli  | 90       | 90       | -        | 90       | 120      | 90       | 84       | 564      | 1           | 1              | 6        | 6        | Abréviations et symboles : TT : Total de minutes jouées MJ : Nombre de matchs joués MT : Matchs joués en tant que titulaire : but : passe décisive : joueur entré : joueur remplacé : capitaine : carton jaune : carton rouge |
| Yacine Brahimi    | 73       | -        | -        | -        | -        | -        | 83       | 24       | -           | -              | 2        | -        | Abréviations et symboles : TT : Total de minutes jouées MJ : Nombre de matchs joués MT : Matchs joués en tant que titulaire : but : passe décisive : joueur entré : joueur remplacé : capitaine : carton jaune : carton rouge |
| Hichem Boudaoui   | -        | -        | 90       | 81       | -        | -        | -        | 99       | -           | -              | 2        | 1        | Abréviations et symboles : TT : Total de minutes jouées MJ : Nombre de matchs joués MT : Matchs joués en tant que titulaire : but : passe décisive : joueur entré : joueur remplacé : capitaine : carton jaune : carton rouge |
| Adlène Guedioura  | 70       | 90       | 56       | 81       | 120      | 90       | 90       | 575      | -           | -              | 7        | 6        | Abréviations et symboles : TT : Total de minutes jouées MJ : Nombre de matchs joués MT : Matchs joués en tant que titulaire : but : passe décisive : joueur entré : joueur remplacé : capitaine : carton jaune : carton rouge |
| Youcef Belaïli    | 73       | 85       | -        | 76       | 120      | 90       | 83       | 527      | 2           | -              | 6        | 6        | Abréviations et symboles : TT : Total de minutes jouées MJ : Nombre de matchs joués MT : Matchs joués en tant que titulaire : but : passe décisive : joueur entré : joueur remplacé : capitaine : carton jaune : carton rouge |
| Mehdi Abeid       | 70       | 90       | 78       | -        | -        | -        | -        | 99       | -           | -              | 3        | 1        | Abréviations et symboles : TT : Total de minutes jouées MJ : Nombre de matchs joués MT : Matchs joués en tant que titulaire : but : passe décisive : joueur entré : joueur remplacé : capitaine : carton jaune : carton rouge |
| Ismaël Bennacer   | 90       | 90       | 56       | 90       | 120      | 90       | 90       | 626      | -           | 3              | 7        | 7        | Abréviations et symboles : TT : Total de minutes jouées MJ : Nombre de matchs joués MT : Matchs joués en tant que titulaire : but : passe décisive : joueur entré : joueur remplacé : capitaine : carton jaune : carton rouge |
| Attaquants        |          |          |          |          |          |          |          |          |             |                |          |          | Abréviations et symboles : TT : Total de minutes jouées MJ : Nombre de matchs joués MT : Matchs joués en tant que titulaire : but : passe décisive : joueur entré : joueur remplacé : capitaine : carton jaune : carton rouge |
| Riyad Mahrez      | 90       | 90       | 73       | 90       | 85       | 90       | 90       | 552      | 3           | -              | 7        | 6        | Abréviations et symboles : TT : Total de minutes jouées MJ : Nombre de matchs joués MT : Matchs joués en tant que titulaire : but : passe décisive : joueur entré : joueur remplacé : capitaine : carton jaune : carton rouge |
| Baghdad Bounedjah | 80       | 90       | 78       | 82       | 77       | 90       | 88       | 519      | 2           | 1              | 7        | 6        | Abréviations et symboles : TT : Total de minutes jouées MJ : Nombre de matchs joués MT : Matchs joués en tant que titulaire : but : passe décisive : joueur entré : joueur remplacé : capitaine : carton jaune : carton rouge |
| Adam Ounas        | -        | -        | 73       | 76       | 85       | -        | -        | 122      | 3           | 1              | 3        | 1        | Abréviations et symboles : TT : Total de minutes jouées MJ : Nombre de matchs joués MT : Matchs joués en tant que titulaire : but : passe décisive : joueur entré : joueur remplacé : capitaine : carton jaune : carton rouge |
| Islam Slimani     | -        | -        | 90       | -        | 77       | -        | 88       | 105      | 1           | 2              | 3        | 1        | Abréviations et symboles : TT : Total de minutes jouées MJ : Nombre de matchs joués MT : Matchs joués en tant que titulaire : but : passe décisive : joueur entré : joueur remplacé : capitaine : carton jaune : carton rouge |
| Andy Delort       | 80       | 85       | 90       | 82       | 120      | -        | -        | 114      | -           | -              | 5        | 1        | Abréviations et symboles : TT : Total de minutes jouées MJ : Nombre de matchs joués MT : Matchs joués en tant que titulaire : but : passe décisive : joueur entré : joueur remplacé : capitaine : carton jaune : carton rouge |
| Total             |          |          |          |          |          |          |          |          |             |                |          |          | Abréviations et symboles : TT : Total de minutes jouées MJ : Nombre de matchs joués MT : Matchs joués en tant que titulaire : but : passe décisive : joueur entré : joueur remplacé : capitaine : carton jaune : carton rouge |
| Équipe d'Algérie  | 90       | 90       | 90       | 90       | 120      | 90       | 90       | 660      | 12          | 10             | 7        | -        | Abréviations et symboles : TT : Total de minutes jouées MJ : Nombre de matchs joués MT : Matchs joués en tant que titulaire : but : passe décisive : joueur entré : joueur remplacé : capitaine : carton jaune : carton rouge |

### Buteurs
3 buts    
- Riyad Mahrez  ( Kenya)   ( Guinée)   ( Nigeria)
- Adam Ounas  ( Tanzanie × 2)   ( Guinée)

2 buts   
- Baghdad Bounedjah  ( Kenya)   ( Sénégal)  (dont 1 pénalty)
- Youcef Belaïli  ( Sénégal)   ( Guinée)

1 but  
- Islam Slimani  ( Tanzanie)
- Sofiane Feghouli  ( Côte d'Ivoire)

Contre son camp  (csc)
- William Troost-Ekong

### Passeurs décisifs
3 passes 
- Ismaël Bennacer
  -  Kenya : à Riyad Mahrez
  -  Guinée : à Riyad Mahrez
  -  Sénégal : à Baghdad Bounedjah

2 passes 
- Islam Slimani
  -  Tanzanie : à Adam Ounas
  -  Tanzanie : à Adam Ounas

1 passe 
- Sofiane Feghouli
  -  Sénégal : à Youcef Belaïli
- Adam Ounas
  -  Tanzanie : à Islam Slimani
- Baghdad Bounedjah
  -  Guinée : à Youcef Belaïli
- Youcef Atal
  -  Guinée : à Adam Ounas
- Ramy Bensebaini
  -  Côte d'Ivoire : à Sofiane Feghouli

### Cartons jaunes
2 cartons jaunes  
- Ramy Bensebaini  (29e  Côte d'Ivoire)   (33e  Sénégal)
- Aïssa Mandi  (71e  Nigeria)   (92e  Sénégal)
- Adlène Guedioura  (13e  Guinée)   (94e  Sénégal)

1 carton jaune 
- Djamel Benlamri  (20e  Sénégal)
- Youcef Atal  (24e  Sénégal)
- Hicham Boudaoui  (72e  Tanzanie)
- Rafik Halliche  (76e  Tanzanie)
- Ismaël Bennacer  (39e  Côte d'Ivoire)
- Baghdad Bounedjah  (52e  Nigeria)
- Sofiane Feghouli  (68e  Nigeria)
- Youcef Belaïli  (54e  Sénégal)

### Cartons rouges
Aucun

## Maillot
Les maillots de l'équipe d'Algérie sont confectionnés par Adidas depuis 2015. Ceux de la CAN 2019 sont dévoilés le jeudi 28 mars 2019 sur les réseaux sociaux par l'ancien joueur et journaliste Smaïl Bouabdellah. Le maillot domicile est blanc, tandis que le maillot extérieur, inspiré de celui de l'Allemagne au mondial 2018, est vert avec 3 bandes horizontales légèrement courbées. Par ailleurs, le nombre 90 est rajouté dans l'étoile afin de rappeler le sacre des Fennecs lors de la CAN 1990.
| Couleurs | Blanc et vert |           |           |           |
| Marque   | Adidas        |           |           |           |
| Domicile | Extérieur     | Gardien 1 | Gardien 2 | Gardien 3 |